# Achaemenes (djur)
Achaemenes är ett släkte av insekter. Achaemenes ingår i familjen kilstritar.

## Dottertaxa tillAchaemenes, i alfabetisk ordning[1]
- Achaemenes ambalavensis
- Achaemenes andringitensis
- Achaemenes apicemaculatus
- Achaemenes australis
- Achaemenes basilewskyi
- Achaemenes brixioides
- Achaemenes coriaceus
- Achaemenes costalis
- Achaemenes entabeniensis
- Achaemenes flavescens
- Achaemenes furciferens
- Achaemenes hyleorias
- Achaemenes intersparsus
- Achaemenes kalongensis
- Achaemenes kampalensis
- Achaemenes lobata
- Achaemenes lokobensis
- Achaemenes longipennis
- Achaemenes macabeanus
- Achaemenes machadoi
- Achaemenes maculatus
- Achaemenes major
- Achaemenes malaisei
- Achaemenes marginatus
- Achaemenes monticola
- Achaemenes musakensis
- Achaemenes niger
- Achaemenes notatinervis
- Achaemenes obscurus
- Achaemenes pauliani
- Achaemenes pingatus
- Achaemenes pseudocostalis
- Achaemenes punctatus
- Achaemenes quinquespinosus
- Achaemenes resurgens
- Achaemenes robinsoni
- Achaemenes sakalava
- Achaemenes splendens
- Achaemenes synavei
- Achaemenes terminalis
- Achaemenes tristis
- Achaemenes umkomaasi
- Achaemenes vehemens
- Achaemenes wittei